# Crimora multidigitalis
Crimora multidigitalis (Burn, 1957) è un mollusco nudibranchio della famiglia Polyceridae.

## Descrizione
Corpo di colore arancio, con tubercoli neri marginati in grigio-bianco traslucido. Rinofori lamellari, alla base dello stesso colore del corpo, man mano più chiari fino a grigio-bianchi, traslucidi sui bordi. Ciuffo branchiale trilobato, arborescente, grigio-bianco traslucido.